# Lindernia caespitosa
Lindernia caespitosa é uma espécie botânica do gênero Lindernia pertencente à família Linderniaceae.